# Sidek Abdullah Kamar
Mohd Sidek bin Abdullah Kamar (* 19. Januar 1936 in Banting, Selangor; † 17. Oktober 2005 in Klang) war ein malaysischer Badmintonspieler und -trainer. 

## Karriere
Sidek Abdullah Kamar gewann als Spieler in Malaysia mehrere regionale und Nachwuchsmeisterschaften. Weit größere Erfolge erreichte er als Trainer seiner eigenen Kinder Misbun (* 1960), Razif (* 1962), Jalani (* 1963), Rahman (* 1965), Rashid (* 1968), Zamaliah (* 1975) und Shahrizan (* 1987). Alle sieben konnten in die Badminton-Weltelite vordringen.